# Wey Macchiato

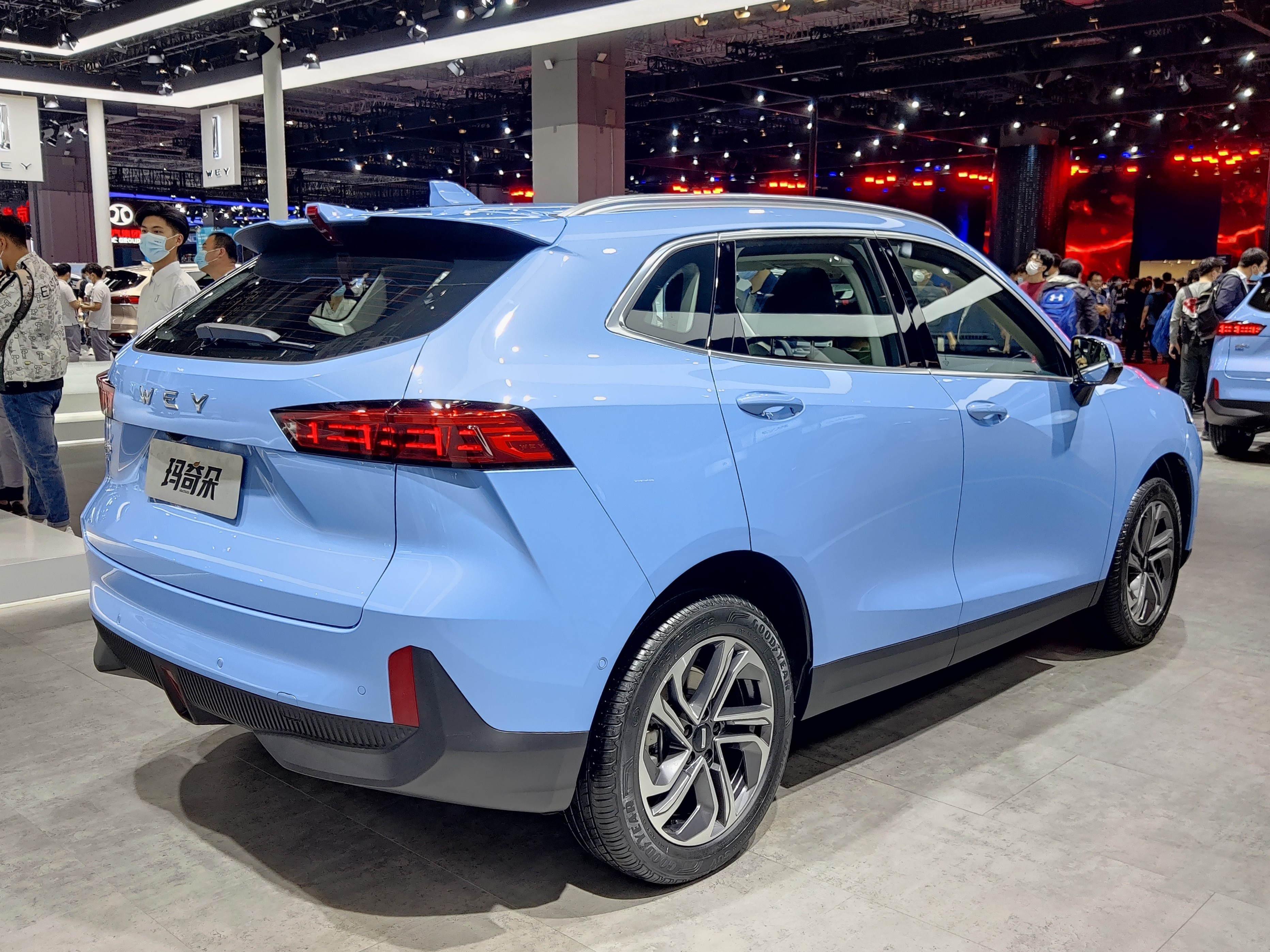
Heckansicht

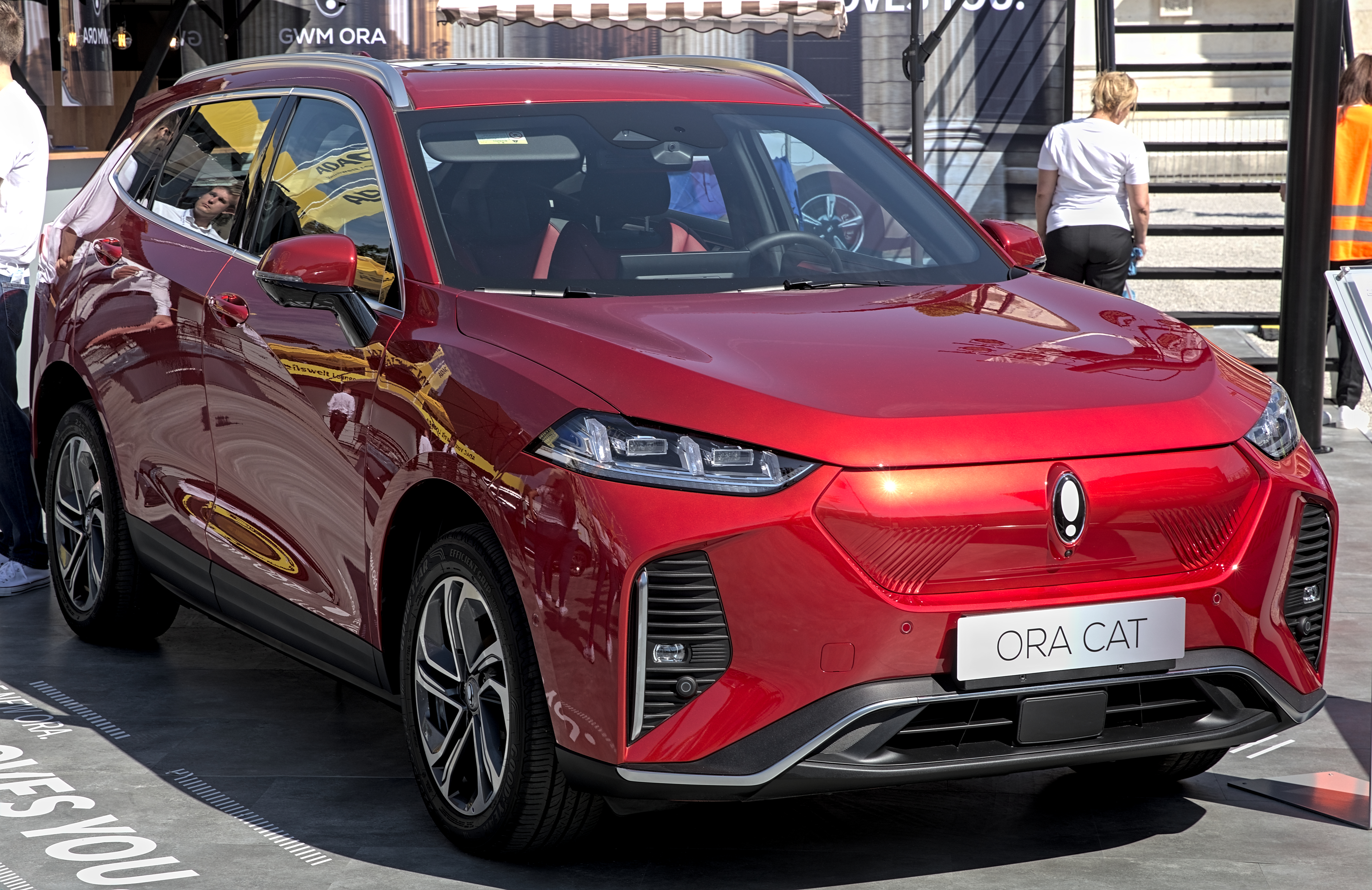
Ora Damao

Der Wey Macchiato ist ein Kompakt-SUV der zu Great Wall Motor gehörenden chinesischen Automobilmarke Wey.

## Geschichte
Vorgestellt wurde der fünfsitzige Wagen im April 2021 im Rahmen der Shanghai Auto Show als Nachfolgemodell des Wey VV5. Die Markteinführung auf dem chinesischen Heimatmarkt erfolgte im August 2021 anlässlich der Chengdu Auto Show. Benannt ist das SUV nach dem Latte macchiato. Mit dem Latte und dem Mocca wurden ebenfalls auf der Shanghai Auto Show zwei weitere nach Kaffeespezialitäten benannte Fahrzeuge der Marke vorgestellt.
Das Elektroauto Damao der ebenfalls zu Great Wall Motors gehörenden Marke Ora basiert auf dem Macchiato.

## Technische Daten
Angetrieben wird das 4,52 Meter lange Fahrzeug von einem 1,5-Liter-Voll-Hybrid mit einer Systemleistung von 140 kW (190 PS). Auf 100 km/h soll der Macchiato in 8,5 Sekunden beschleunigen, die Höchstgeschwindigkeit ist auf 150 km/h begrenzt. Zum Einsatz kommt ein NMC-Akkumulator von CATL mit einem Energieinhalt von 1,7 kWh.
Im November 2021 folgte ein 1,5-Liter-Plug-in-Hybrid mit einer Systemleistung von 197 kW (268 PS). Die Beschleunigung auf 100 km/h soll in 7,2 Sekunden erfolgen, der NMC-Akkumulator hat einen Energiegehalt von 19,9 kWh und ermöglicht eine elektrische Reichweite von 110 km.
| Kenngrößen                                  | 1.5                         | 1.5 PHEV                    |
| Bauzeitraum                                 | 08/2021–11/2022             | 11/2021–12/2022             |
| Motorkenndaten                              |                             |                             |
| Motortyp                                    | R4-Ottomotor + Elektromotor | R4-Ottomotor + Elektromotor |
| Motoraufladung                              | —                           | —                           |
| Hubraum                                     | 1497 cm³                    | 1497 cm³                    |
| Verdichtungsverhältnis                      | 13 : 1                      | 13 : 1                      |
| max. Leistung max. Leistung E-Motor         | 71 kW (97 PS) bei 6000/min  | 71 kW (97 PS) bei 6000/min  |
| max. Leistung max. Leistung E-Motor         | 115 kW (156 PS)             |                             |
| max. Systemleistung                         | 140 kW (190 PS)             | 197 kW (268 PS)             |
| max. Drehmoment max. Drehmoment E-Motor     | 135 Nm bei 4400–5200/min    | 125 Nm bei 4400–5200/min    |
| max. Drehmoment max. Drehmoment E-Motor     | 250 Nm                      |                             |
| max. Systemdrehmoment                       | 370 Nm                      | 410 Nm                      |
| Kraftübertragung                            |                             |                             |
| Antrieb, serienmäßig                        | Vorderradantrieb            | Vorderradantrieb            |
| Getriebe, serienmäßig                       | 2-Gang-Hybridgetriebe       | 2-Gang-Hybridgetriebe       |
| Messwerte                                   |                             |                             |
| Höchstgeschwindigkeit                       | 150 km/h                    | 160 km/h                    |
| Beschleunigung, 0–100 km/h                  | 8,5 s                       | 7,2 s                       |
| Kraftstoffverbrauch auf 100 km (kombiniert) | 4,7 l Super                 | 0,8 l Super                 |
| Tankinhalt                                  | 55 l                        | 55 l                        |
| Abgasnorm                                   | China VI                    | China VI                    |